# Romain Hardy
Romain Hardy (ur. 24 sierpnia 1988 we Flers) – francuski kolarz szosowy, zawodnik profesjonalnej grupy kolarskiej Cofidis, Solutions Crédits.

## Najważniejsze osiągnięcia
- 2008
  - 2. miejsce w Tour de Gironde
  - 6. miejsce w Kreiz Breizh Elites
- 2009
  - 4. miejsce w Liège–Bastogne–Liège Espoirs
  - 6. miejsce w Volta a Portugal
- 2010
  - 1. miejsce na 4. etapie Tour de l’Avenir
  - 3. miejsce w Polynormande
  - 3. miejsce w Boucles de l'Aulne
  - 4. miejsce w Tour du Finistère
  - 4. miejsce w Prueba Villafranca de Ordizia
  - 10. miejsce w Circuito Montañés
- 2011
  - 2. miejsce w Paris–Camembert
  - 5. miejsce w Les Boucles du Sud Ardèche
  - 8. miejsce w Tour du Finistère
  - 10. miejsce w Cholet-Pays de Loire
- 2012
  - 4. miejsce w Tour du Haut Var
    - 1. miejsce na 1. etapie
    -  Zwycięzca klasyfikacji młodzieżowej
- 2014
  - 3. miejsce w Tour of Turkey
  - 4. miejsce w Paris–Camembert
  - 5. miejsce w Tour du Gévaudan Languedoc-Roussillon
  - 6. miejsce w Boucles de l'Aulne
  - 6. miejsce w Polynormande
  - 7. miejsce w Tour de Luxembourg
  - 10. miejsce w Paris–Troyes